# Polia grandis
Polia grandis är en fjärilsart som beskrevs av Donovan 1801. Polia grandis ingår i släktet Polia och familjen nattflyn. Inga underarter finns listade i Catalogue of Life.